# Москаленко В'ячеслав Миколайович
В'ячеслав Миколайович Москаленко (рос. Вячесла́в Никола́евич Москале́нко; 19 грудня 1980, Новосибірськ, РРФСР — 7 лютого 2024, Авдіївка, Україна) — російський гравець у мініфутбол, нападник.

## Біографія
Вихованець новосибірської ДЮСШ «Спартак». Починав кар'єру в міні-футбольному клубі «Сибіряк», один сезон провів у футбольному клубі «Чкаловець». У 1999 році перейшов до московського «ГКІ-Газпрому», у складі якого став володарем кубка та суперкубка Росії.
Дебютував за збірну Росії з міні-футболу у січні 2001 року у товариській грі проти Азербайджану. Входив до складу збірної на чемпіонаті Європи 2003 року. Усього за збірну провів 19 ігор та забив 10 м'ячів.
З 2002 по 2004 грав за московське «Динамо», двічі виграв з ним чемпіонат і Кубок Росії. У 2005-2007 роках грав за московський «Спартак», після чого перейшов у югорський клуб «ТТГ-Ява». У січні 2011 року перейшов до підмосковного клубу «Митищі». Завершив кар'єру гравця в 2012 році.
Загинув 7 лютого 2024 року в ході боїв за Авдіївку під час російського вторгнення в Україну, про смерть стало відомо через місяць.

## Нагороди
- Переможець студентського чемпіонату світу з міні-футболу (2002)
- Чемпіон Росії з міні-футболу (2): 2002-03, 2003-04
- Володар Кубка Росії з міні-футболу (3): 2000, 2003, 2004
- Володар Суперкубку Росії з міні-футболу: 2001